# Iago Aspas Juncal
Iago Aspas (Moaña, Galícia, 1 d'agost de 1987) és un futbolista professional gallec, que juga com a davanter al Celta de Vigo de La Liga. El seu germà, Jonathan Aspas, també és futbolista. La seua posició ideal és la de fals nou.

## Trajectòria

### Inicis
Va començar a jugar al futbol en les categories inferiors de l'equip de la seua localitat natal, el CD Moaña. Amb 8 anys va entrar a formar part de les categories inferiors del Celta de Vigo, després d'enganyar als preparadors de l'equip vigués amb la seua edat, ja que va participar d'una prova en què només hi podien participar jugadors majors de 9 anys. Tot i això, l'equip celeste, coneixedor de l'edat real jugador, el va acceptar sense problemes.

### Celta de Vigo
El seu camí en les categories inferiors del Celta no va ser fàcil, de fet, en el seu segon any de juvenil va haver de marxar cedit al Rápido de Bouzas després de negar-se a baixar al Juvenil B celeste.
En finalitzar la temporada va tornar al Celta, equip on va continuar escalant posicions. Va jugar tres temporades a l'equip filial, el Celta B. Finalment, el 8 de juny del 2008 va debutar amb el primer equip al camp de la UD Salamanca, va sortir en l'equip titular i va jugar seixanta minuts. Era la quarantaunena jornada de la Lliga Adelante 2007/08. El seu debut a l'estadi de Balaídos va arribar quan faltaven tres jornades per acabar la Lliga Adelante 2008/09, l'entrenador de l'equip en aquells moments era Eusebio Sacristán, era el 6 de juny del 2009. Aquell partit era transcendental per a mantenir l'equip gallec a la categoria de plata, el rival era el Deportivo Alavés. Aspas va entrar al terreny de joc al minut 59, substituint a Óscar Díaz, i va marcar dos gols que van capgirar el marcador a favor del Celta.
La següent temporada, la 2009/10, ja va formar part del primer equip vigués, tot i això no va ser fins a la temporada 2011/12 quan va explotar definitivament. Aquell any va marcar 23 gols a la Lliga Adelante 2011/12, esdevenint una part molt important de l'equip que va aconseguir l'ascens a la Primera Divisió.
El seu debut en la màxima categoria va ser notable, va marcar 12 gols en 34 partits en la Lliga BBVA 2012/13. Després de molts mesos especulant-se amb el seu possible fitxatge pel València CF, finalment el jugador va acabar fitxant pels reds per una xifra propera als 7.7 milions de £.

### Liverpool
El 13 de juny del 2013 l'equip anglès feia oficial el fitxatge del moañés al seu lloc web. El 19 d'agost va debutar amb els reds a la Premier League, va ser en un partit contra l'Stoke City, va començar el partit de titular i va donar l'assistència del gol de la victòria a Sturridge, finalment va ser substituït al minut 72 per Sterling.

### Sevilla
Després d'una discreta temporada a Anfield, el jugador gallec va ser cedit al Sevilla. L'equip andalús també es va reservar una opció de compra per 6 milions de €. El jugador va debutar en la tercera jornada del campionat de Lliga en una victòria per 2-0 contra el Getafe CF. Va entrar al camp al minut 83 en el lloc de Carlos Bacca. Al finalitzar la temporada el Sevilla CF va exercir la seua opció de compra sobre el jugador.

### Celta de Vigo (2a etapa)
Després d'acabar la seua cessió amb el Sevilla, l'equip del Nervión va fitxar-lo per vendre'l, posteriorment, al Celta, per una quantitat propera als 5,3 milions de €. D'aquesta manera, Iago Aspas tornava a l'equip on s'havia format, dues temporades després.